# Alec Smith
Pour les articles homonymes, voir Alec Smith et Smith.
Alec Smith, de son nom complet Alexander Douglas Smith, (1949-2006) est un Rhodésien engagé pour une solution pacifique du conflit colonial de la fin des années 1980 en Rhodésie. Étant à la fois le fils du premier ministre Ian Smith et une personnalité en contact avec toutes les parties en conflit au travers de son engagement au sein de l'ONG Initiatives et Changement, il joue un rôle de premier plan dans le dénouement pacifique du conflit et la transition sans violence vers le Zimbabwe indépendant.

## Biographie

### Enfance et formation
Alec Smith naît le 25 mai 1949 à Gweru en Rhodésie (le Zimbabwe actuel). Il est le seul fils biologique de Ian Smith et de son épouse née Janet Watt. (Ian Smith avait par ailleurs adopté les deux enfants que Janet Watt avait eus d’un premier mariage.) Alec grandit dans la ferme familiale des Smith à Selukwe (aujourd’hui Shurugwi), une petite ville minière et rurale de 8500 habitants (dont 500 blancs).
En avril 1964, le père d’Alec Smith, Ian Smith, devient premier ministre de Rhodésie dans le cadre d’une indépendance unilatérale conflictuelle avec le Royaume uni, avec l'objectif de conserver le gouvernement du pays entre les mains de la minorité blanche. Il conservera ce poste jusqu’à la fin de cette sécession, en 1979. Il sera de ce fait un père relativement absent à partir des 14 ans d’Alec qui avait par ailleurs une relation difficile avec sa mère. En 1970, Alec entame des études de droit à l'université de Rhodes en Afrique du Sud. Il se signale pour la première fois à l’attention du public en demandant un passeport britannique, se déclarant à cette occasion loyal sujet de la couronne et s’opposant ainsi publiquement aux positions politiques de son père. En révolte contre son père (mais sans rupture totale), Alec Smith s’adonne à cette époque à une vie festive et aux paradis artificiels. Il est d'ailleurs renvoyé de son université à la fin de sa première année d’études en 1971. L’été suivant, il est arrêté à son retour du Mozambique en possession de LSD et d’amphétamines, jugé et condamné à une peine de prison avec sursis pour trafic de stupéfiants. De retour en Rhodésie, il fait son service militaire et plusieurs petits boulots.

### Conversion et militantisme
En 1972, Alec Smith déclare s’être converti au christianisme évangélique, avoir été à la fois libéré de sa dépendance aux drogues et à l’alcool par Dieu et rendu conscient de l’injustice de la discrimination raciale. À la même époque, il s’intègre à l’équipe locale d’Initiatives et Changement (Réarmement moral selon la terminologie de l’époque) et tient  un certain nombre de meetings en faveur de l’égalité des races et de la démocratie ; il devient alors l’ami de plusieurs leaders nationalistes noirs. 
À partir de 1976, la guerre civile rhodésienne s’intensifie provoquant le rappel des réservistes rhodésiens blancs. Pour y échapper, Alec s'installe à Londres où vivait déjà son demi-frère Robert. Il y rencontre l’étudiante norvégienne Elisabeth Knudsen, qu’il épousera en 1979 à Oslo. Son père Ian Smith ne pourra pas assister au mariage en raison du boycott exercé par la Norvège comme par une partie de la communauté internationale envers le régime rhodésien. Considérablement aigri par ces mesures contre la Rhodésie, Ian Smith décrira l’incident d’Oslo comme "la goutte qui fait déborder le vase". 
En 1980, la Rhodésie devint le Zimbabwe après un bref gouvernement de transition dirigé par Abel Muzorewa , un épisode dans lequel Alec Smith joue un rôle pacificateur (voir ci-après). Alec Smith revient alors s’installer au Zimbabwe. Il sera tenu à l’écart par une partie de la communauté blanche qui le considère comme un traître et par une partie des Noirs qui ne veulent pas avoir affaire au fils d’Ian Smith. Il occupe néanmoins une série d’emplois au cours des années 1980 parmi lesquels la direction d’une équipe professionnelle de football (the Black Aces). Il devient aussi aumônier de réserve au sein de la nouvelle armée nationale zimbabwéenne. 
Trois enfants naissent au sein du foyer d’Alec Smith, qui offrent un réconfort à leur grand-père Ian Smith, après le décès de son épouse en 1994. 
Alec devint ensuite le partenaire de son père dans les affaires familiales. Dans ces fonctions, il supervisa la publication des mémoires d'Ian Smith et reprit la direction des fermes familiales. 

### Décès
En décembre 2005, Alec Smith se rend en Norvège avec sa famille pour Noël. Le 19 janvier, lors d’une escale à Londres au début de leur retour vers le Zimbabwe, Alec Smith est frappé par un infarctus du myocarde et décède quasi immédiatement dans le salon d’attente de l'aéroport d'Heathrow. Une crémation est organisée en Norvège et un service religieux en sa mémoire a lieu à la cathédrale anglicane de Harare (en).
La famille chargea Inger, la fille ainée d’Alec Smith, de communiquer la nouvelle à Ian Smith. Affaibli par une chute l’année précédente, Ian Smith en sera profondément affecté. Il décède à son tour moins deux ans plus tard, à 88 ans.

## Un rôle pacificateur
De 1975 à 1979, la Rhodésie fut aspirée dans une guerre civile de plus en plus violente entre le gouvernement, aux mains de la minorité blanche, et les armées des deux mouvements de libération. Le mouvement Initiatives et Changement (Réarmement moral selon la terminologie de l’époque) s’engagea dans la recherche d’une solution pacifique, et, à cette fin, organisa des rencontres entre personnes appartenant à des partis opposés. Étroitement associé à ce mouvement, Alec Smith cherchait comment parvenir à cette solution pacifique. Le parti nationaliste noir ZANU-PF qui recrutait au sein de l'ethnie majoritaire au Zimbabwe allait certainement triompher lors des élections de 1980 mais la minorité blanche n’était pas prête à céder le pouvoir et préparait un coup d’état sous le nom de code d'"opération quartz". Informés de ces préparatifs, les membres de l’équipe rhodésienne d'Initiatives et Changement cherchaient à désamorcer cette situation qui ne pouvait conduire qu’à une reprise et sans doute à une aggravation de la guerre civile. Pour cela, ils organisèrent des rencontres en personne entre le chef du ZANU-PF Robert Mugabe et Ian Smith. L'un des membres d’Initiatives et Changement, le haut fonctionnaire Joram Kuchera, utilisa ses contacts au sein du ZANU-PF pour établir le contact avec Mugabe tandis qu’Alec Smith se faisait l'ambassadeur du mouvement auprès de son père, malgré leurs nombreuses divergences de vues. Une réunion put finalement être organisée après les élections dans la nuit du 3 au 4 mars 1980 dans la maison de Robert Mugabe, accompagné du seul Joram Kuchera. Elle dura plusieurs heures et fut étonnamment amicale. Un compromis fut trouvé, Ian Smith acceptant le verdict des urnes – et décommandant donc l’opération quartz qui était sur le point d’être déclenchée - et Robert Mugabe acceptant la présence de blancs dans le gouvernement et l’administration.
Cette contribution marquante à la paix au Zimbabwe fut le point culminant de plusieurs années de prise en contacts avec les partisans des différents partis en présence, une activité très risquée dans un contexte de guerre civile. Alec Smith ne joua par la suite aucun rôle politique, mais resta actif dans la vie associative et dans le développement du sport au Zimbabwe. Il déclina semble-t-il une invitation à se joindre au parti du "Mouvement pour le changement démocratique" à la fin des années 1990.

## Héritage
En 1984, Alec Smith publia un récit autobiographique sur la fin du régime blanc en Rhodésie intitulé « Tu seras mon frère » (titre original : Now I Call Him Brother). 
Sa biographe Rebecca de Saintonge rapporte ces mots d’un proche dans The Independent du 2 février 2006 : "[Alec Smith] était un homme au teint très clair et aux yeux d’une couleur [bleu] délavé, qui marchait lentement et parlait lentement. Il était extrêmement calme et énigmatique ; on ne savait jamais très bien d’où il venait et où il allait.